# 90's My Life
90's My Life ies un EP de la banda Japonesa The Pillows, lanzado el 25 de octubre de 1990. Fue relanzado el 8 de marzo de 2004 bajo el nombre de 90's My Life Returns, con cinco canciones adicionales. Este EP igual que su predecesor, Pantomime, se encuentra fuera de circulación.

## Listado de canciones
Lanzamiento de 1990
1. «Paris Girl Marie» (巴里の女性マリー) – 3:44
2. «I'm Broken Piece» (僕はかけら) – 2:45
3. «Transparent Far-off Letter» (透きとおる遠い手紙) – 4:35
4. «Never Find» – 5:18
5. «90's My Life» – 5:26

Relanzamiento del 2004
1. «Paris Girl Marie» (巴里の女性マリー) - 4:22
2. «I'm Broken Piece» (僕はかけら) - 2:45
3. «Transparent Far-off Letter» (透きとおる遠い手紙) - 4:35
4. «Never Find» - 5:18
5. «90's My Life» - 5:26
6. «I Can Hear Jingle Bells» (ジングル・ベルが聞こえる) - 4:18
7. «If This Kind of Day Could Go On» (こんな日が続けばいいのに) - 4:12
8. «Though My Voice Disappears in the Wind» (僕の声が風に消されても) - 6:20
9. «I'm an Outsider» (僕はアウトサイダー) - 5:13
10. «I Don't Cry» - 5:25